# Луна (співачка)
Крісті́на Ві́кторівна Ба́рдаш  (уроджена — Гера́симова; псевдонім Луна́ (нар. 28 серпня 1990, Карл-Маркс-Штадт, Східна Німеччина) — українська співачка, авторка пісень, а також модель та фотограф, солістка гурту «Луна». 

## Життєпис

### Ранні роки
Крістина народилася 28 серпня 1990 року в місті Карл-Маркс-Штадт, НДР, у родині радянського військового. Крістіна має молодшу сестру Аліну. У дитинстві співачка навчалася у музичній школі за класом вокалу, сольфеджіо та фортепіано, а у роки юності вивчала журналістику в університеті.
До початку музичної кар'єри Крістіна знімалася в кліпах гурту «Quest Pistols» на пісні «Забудем все», «Ты так красива», «Бит», а також була режисеркою кліпів для Юлії Nelson, IYA, Ноггано та гурту «Нервы». Окрім цього, написала та записала свою першу українськомовну пісню «Виграй».

### 2015—2016: «Маг-ни-ты», «Грустный дэнс» та перші успіхи
20 травня 2016 року в Києві відбулася презентація альбому під назвою «Маг-ни-ты». Альбом дебютував у ТОР 20 iTunes України та другу в iTunes Росії. Після цього відбувся осінній тур «Затмение», у рамках якого проєкт «Луна» дав живі шоу в Москві, Єкатеринбурзі та Ризі.
27 жовтня 2016 року проєкт «Луна» випустив мініальбом «Грустный дэнс», який у перший день зайняв першу позицію в iTunes України.

### 2017— наш час: «Остров свободы» та «Заколдованные сны»
4 квітня 2017 року відбулася прем'єра пісні «Пули» та відеокліпа для неї, «Пули» стали лід-синглом до другого студійного альбому колективу. 18 липня 2017 року вийшов другий сингл «Огонёк», разом з синглом з'явилося музичне відео неоднозначного спрямування, що стало початком нового етапу творчості Кристини та проєкту «Луна».
27 жовтня того ж року відбувся реліз третього синглу «Друг», музичне відео для якого було відзняте одним кадром. Тоді ж стала відома назва майбутньої платівки — «Остров свободы». Випуск альбому відбувся 17 листопада 2017 року, до нього увійшли вісім пісень. Тоді ж Луна оголосила, що «Остров свободы» є складовою частиною дилогії і що випуск другої частини альбому, що отримала назву «Заколдованные сны», заплановано на весну 2018 року. Пізніше у своєму Instagram-акаунті Кристина заявила, що реліз альбому «Заколдованные сны» відкладено на осінь 2018 року.
30 вересня 2022 року презентувала україномовний трек «Ще раз».

## Луна в ЗМІ та рекламі
Одними з найперших видань, що написали про неї, були журнали «Vogue США», «i-d», вони назвали Кристину зіркою української музичної революції. За кілька років Луна з'явилася в більш ніж 1000 публікацій, серед яких російські «Esquire», «Grazia», «Meduza», «Lenta.ru», «The Village», «Дождь», «Дни.ру» та інші. Співачка також з'являлася на головних сторінках таких журналів, як російський глянець «Numéro», «BLVD.», «Стольник», «SNC», «Vegeterian» та інші.
У рамках співробітництва з українським дизайнером Антоном Белінським Луна створила колекцію одягу.
27 листопада 2017 року брала участь у шоу «Вечірній Ургант» на російському Першому каналі.
У жовтні 2022 року співачка взяла участь у фотосесії португальського Vogue, через що зіштовхнулась із критикою через романтизацію війни.

## Музичний стиль
Луна описує свою музику як «душевний поп» з ностальгією за 90-ми та 00-ми.

## Склад гурту Луна
- Крістіна Бардаш (вокал, клавішні)
- Олександр Волощук (саунд-продюсер, бас-гітара, флейта, гітара, клавішні)
- Олександр Карєв (електрогітара)
- Андрій Латік (синтезатор)
- Сергій Балалаєв (барабани)
- Олександр Проценко (саксофон)

## Особисте життя
З 2012 року була одружена з продюсером Юрієм Бардашем (продюсером і вокалістом українського реп-гурту «Грибы»). У колишньої пари є син Георгій, який народився у 2012 році, коли вони жили у Лос-Анджелесі. У червні 2018 року Юрій Бардаш заявив у соціальних мережах про подружню зраду Кристини з Олександром Волощуком, саунд-продюсером та співпродюсером Луни, однак зізнався й у своїх багатьох зрадах.

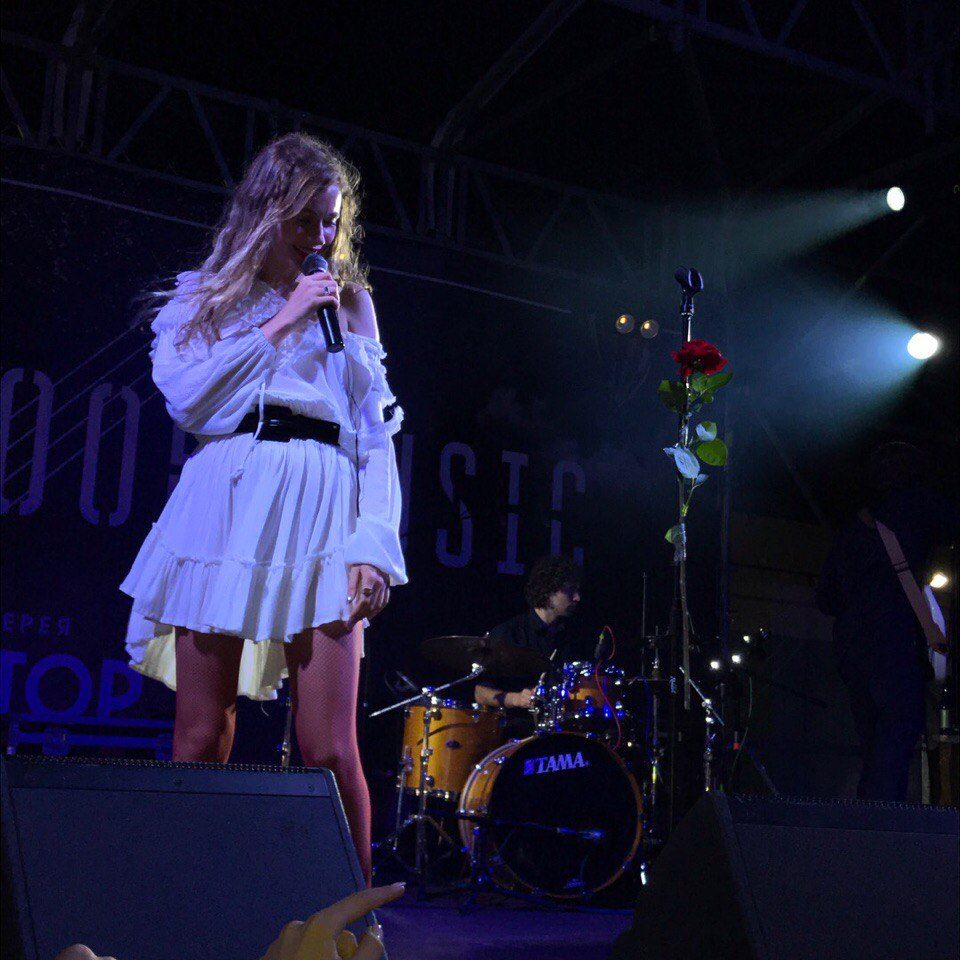
На виступі в Ростові-на-Дону, Росія (2017)

У 2021 році одружилась вдруге із Олександром Волощуком.

## Громадянська позиція
Восени 2019 року Луна випустила, за її словами, пацифістський трек «Пальміра», за сюжетом якого дівчина освідчується в коханні людині з «контрактом у душі», яка вирушає воювати «на Схід у червоні руїни». Пісня привертала увагу різних медіаресурсів, зокрема через те, що попри декларовану співачкою антивоєнність композиції, вона використовувалась у відеоматеріалах, пов'язаних із ПВК «Вагнер».
Після початку російсько-української війни в 2014 році, співачка не припиняла роботу в РФ. Разом з тим, в інтерв'ю російській журналістці Ксенії Собчак Луна заявляла, що вважає Крим українською територією.
Після повномасштабного вторгнення Росії в Україну Луна публічно висловила підтримку Україні та закликала Росію припинити військові дії. Згодом Луна скасувала тур по Росії та заявила про скасування виходу альбому «Ведьмина рука».

## Інші проєкти

### Der Diktatur
2021 року з саундпродюсером Олександром Волощуком створила електронний проект.

## Дискографія

### Альбоми
- 2016: «Маг-ни-ты»
- 2016: «Грустный дэнс» (мініальбом)
- 2017: «Остров свободы»
- 2018: «Заколдованные сны»
- 2019: «Транс»
- 2020: «Fata Morgana» (мініальбом)
- 2023: «Illusion» (мініальбом)
- 2024: «Мечты» (Мрії)

### Сингли
- 2016: «Грустный дэнс», «За край»
- 2017: «Пули», «Огонёк»
- 2018: «Спящая красавица»
- 2019: «Кровавый колодец», «Intruz», «Сиреневый рай»
- 2020: «Летние бульвары», «Лебединая»
- 2021: «Пташка»
- 2021: «Ухажёр»
- 2022: «Виграй»
- 2022: «Ще раз»

## Музичні відео
| Рік  | Кліп               | Режисер                 | Альбом              |
| ---- | ------------------ | ----------------------- | ------------------- |
| 2015 | «Луна»             | Luna Prod.              | «Маг-ни-ты»         |
| 2015 | «Осень»            | Крістіна Бардаш         | «Маг-ни-ты»         |
| 2015 | «Алиса»            | Luna Prod.              | «Маг-ни-ты»         |
| 2015 | «Лютики»           | Luna Prod.              | «Маг-ни-ты»         |
| 2016 | «Мальчик, ты снег» | Luna Prod.              | «Маг-ни-ты»         |
| 2016 | «Расстояния»       | Luna Prod.              | «Маг-ни-ты»         |
| 2016 | «Он с тобою не…»   | VIVICOXY                | «Маг-ни-ты»         |
| 2016 | «Бутылочка»        | Юрій Бардаш             | «Маг-ни-ты»         |
| 2016 | «Грустный дэнс»    | Luna Prod.              | «Грустный дэнс»     |
| 2016 | «Нож»              | Валдіс Бєлих            | «Грустный дэнс»     |
| 2017 | «Пули»             | Аліна Гонтар            | «Остров свободы»    |
| 2017 | «Огонёк»           | Юрій Бардаш             | «Остров свободы»    |
| 2017 | «Друг»             | Ольга Бабич             | «Остров свободы»    |
| 2017 | «Free Love»        | Влад Фішез, Ольга Бабич | «Остров свободы»    |
| 2018 | «Поцелуи»          | Аліна Гонтар            | «Остров свободы»    |
| 2018 | «Jukebox»          | Аліна Гонтар            | «Остров свободы»    |
| 2018 | «Спящая красавица» | Аліна Гонтар            | «Заколдованные сны» |